# Абу Хамза ел Масри
Абу Хамза ел Масри (арап. أبو حمزة المصري; Александрија, 15. април 1958), право име Мустафа Камал Мустафа, је радикални исламиста који је због тероризма и ширења мржње осуђен и затворен у Уједињеном Краљевству.

## Живот
Рођен је у Александрији 1958. Током распада Југославије и рата у БиХ, Абу Хамза је вршио обуку муџахединске јединице у основној школи у Јабланици код Тешња. Учествовао је у злочину над заробљеним Србима на Црном Врху код Тешња, када су им одсјечене главе.
На суђењу 2006. у Лондону, отворено је заговарао убијање „невјерника“ (оних који нису муслимани), а између осталог ширио је мржњу против Јевреја и Срба.